# Enesidemo
Enesidemo (em grego antigo: Αἰνησίδημος, transl. Ainēsídēmos) foi um filósofo cético grego da antiguidade. Diógenes de Laércio o coloca como nascido em Cnossos, na ilha de Creta, enquanto que Fócio o coloca em Egeia. Viveu durante o século I a.C.
É possível que tenha sido membro da Academia, mas a tenha abandonado quanto Antíoco trouxe as doutrinas estoicas para a escola, contrariando o ceticismo acadêmico que predominava. Com isso, Enesidemo teria revivido os princípios do ceticismo original de Pirro de Élis.
Pouco se sabe de Enesidemo, e nenhuma de suas obras sobreviveu, embora ele tenha sido mencionado por Fócio (em sua obra Myriobiblion), Sexto Empírico, e Diógenes Laércio. Sexto e Diógenes o atribuem oito dos dez tropos do ceticismo apresentados extensivamente por Sexto Empírico.

## Discursos Pirrônicos
A obra mais conhecida de Enesidemo, considerando sua citação em mais de uma ocasião por Diógenes de Laércio, foi o Discursos Pirrônicos (Πυρρωνίων λόγοι). A obra não sobreviveu ao nosso tempo, mas foi uma das 279 obras que Fócio registrou em seu Biblioteca. Segundo ele 
O ponto central do livro é estabelecer que não temos nenhuma apreensão, seja pelos sentidos ou pelo intelecto, de modo que nem os pirrônicos e nem os outros filósofos conhecem a verdade que está nas coisas em si mesmas
Fócio assim apresenta a estrutura da obra:
| Discurso | Conteúdo |
| -------- | --- |
| 1º       | Explanação dos "princípios" do ceticismo de Pirro. Diferenciação entre pirrônicos e acadêmicos. Linha geral do sistema filosófico pirrônico.                           |
| 2°       | Demonstração da inapreensibilidade da verdade, causas, afecções, movimento, geração e destruição.                                                                      |
| 3º       | Demonstração da inapreensibilidade do movimento e das sensações. |
| 4º       | Demonstração da impossibilidade dos "sinais" para apreensibilidade da realidade Demonstração da inapreensibilidade de problemas sobre a natureza, o mundo e os deuses. |
| 5º       | Demonstração da inapreensibilidade das causas Demonstração das maneiras pelas quais os teóricos das causas foram levados ao erro                                       |
| 6º       | Demonstração da inapreensibilidade bem e do mal, e das coisas desejáveis e evitáveis.                                                                                  |
| 7º       | Demonstrações dos erros filosóficos quanto às virtudes. |
| 8º       | Demonstrações dos erros filosóficos nas éticas teleológicas. |